# Seigneurie de Lanaudière
La Seigneurie de Lanaudière est une seigneurie du Québec concédée à Charles-François Tarieu de Lanaudière le 1er mars 1750 par le gouverneur Jonquière sous le régime français. Elle est située dans les MRC de Maskinongé en Mauricie et D'Autray dans Lanaudière.